# مايك مكمان
مايك مكمان (بالإنجليزية: Mike McMahon)‏ هو لاعب كرة قدم أمريكية أمريكي، ولد في 8 فبراير 1979 في بيتسبرغ في الولايات المتحدة.

## وصلات خارجية
- مايك مكمان على موقع مرجع كرة القدم المحترفة.كوم (الإنجليزية)
- مايك مكمان على موقع JustSportsStats.com (الإنجليزية)